# Приселці (Бургаська область)
Присе́лці (болг. Приселци) — село в Бургаській області Болгарії. Входить до складу громади Несебир.

## Населення
За даними перепису населення 2011 року у селі проживали 45 осіб.
Національний склад населення села:
| Національність   | Кількість осіб | Відсоток |
| ---------------- | -------------- | -------- |
| болгари          | 36             | 80,0 %   |
| цигани           | 9              | 20,0 %   |
| турки            | 0              | 0 %      |
| інша             | 0              | 0 %      |
| не визначились   | 0              | 0 %      |
| Всього відповіли | 45             |          |

Розподіл населення за віком у 2011 році:
Динаміка населення:

## Відомі уродженці
- Ангел Керезов (нар. 1939) — борець греко-римського стилю, чемпіон та бронзовий призер чемпіонатів світу, срібний призер Олімпійських ігор.